# Procambarus econfinae
Procambarus econfinae é uma espécie de crustáceo da família Cambaridae. É endémica dos Estados Unidos da América. 